# 美麗奈茨
美丽奈茨（Merneith）古埃及早王朝时期第一王朝摄政。哲尔死后，她曾摄政。她的陵墓已在阿比多斯被发现，是按照国王规格建造的。